# Fantomas (fribrottare)
Ramón del Rio Morales, mer känd under sitt artistnamn Fantomas, född 30 april 1921 i Torreón i Coahuila de Zaragoza, död 12 maj 2001 i Torreón i Coahuila, var en mexikansk luchador (fribrottare) som under åren 1952–1980 brottades i Empresa Mexicana de Lucha Libre (nu Consejo Mundial de Lucha Libre), Mexikos då största och fortfarande äldsta fribrottningsförbund.
Han debuterade som fribrottare 1948 i Monterrey, en större stad nära hemstaden Torreón. I inledningen av karriären brottades Fantomas traditionsenligt med en mask, precis som andra mexikanska fribrottare. Hans riktiga namn och identitet var således inte känt av allmänheten.  Han brottades då främst i Comarca Lagunera med omnejd, innan han för första gången 1952 fick chansen att brottas för Empresa Mexicana de Lucha Libre i Mexico City. 1952 var också året då han förlorade sin mask i en insatsmatch, en så kallad Lucha de Apuestas mot Septiembre Negro, en mycket välkänd brottare från Michoacán. Detta i sin hemstad, Torreón.